# Has distrikt
Hasis distrikt (albanska: Rrethi i Hasit) var ett av Albaniens 36 distrikt. Det hade ett invånarantal på 22 500 (år 2004) och en area av 393 km². Det var beläget i nordöstra Albanien, och dess centralort var Kruma.